# Municipio de Forrester
El municipio de Forrester (en inglés: Forrester Township) es un municipio ubicado en el condado de Ness en el estado estadounidense de Kansas. En el año 2010 tenía una población de 103 habitantes y una densidad poblacional de 0,5 personas por km².

## Geografía
El municipio de Forrester se encuentra ubicado en las coordenadas 38°30′29″N 99°59′29″O / 38.50806, -99.99139. Según la Oficina del Censo de los Estados Unidos, el municipio tiene una superficie total de 206.52 km², de la cual 206,52 km² corresponden a tierra firme y (0 %) 0 km² es agua.

## Demografía
Según el censo de 2010, había 103 personas residiendo en el municipio de Forrester. La densidad de población era de 0,5 hab./km². De los 103 habitantes, el municipio de Forrester estaba compuesto por el 99,03 % blancos y el 0,97 % eran de una mezcla de razas. Del total de la población el 2,91 % eran hispanos o latinos de cualquier raza.